# Nietzsches uddannelsesfilosofi
Nietzsches uddannelsesfilosofi er et gennemgående tema i hans litterære værker, og kan ikke afgrænses til et enkelt værk. Nietzsche mente, at kultur og uddannelse ”hørte sammen”. Hans uddannelsesfilosofi udsprang overordnet af en to-delt kritik af: 1. den europæiske kultur og 2. det tyske statsstyrede uddannelsessystem. Nietzsche ønskede det, man kan kalde en livsbekræftende kultur. En sådan kultur kunne kun opstå ved at uddanne kreative individer. Men det ville kun kunne lade sig gøre, hvis europæiske moralske værdier generelt, og tyske uddannelsesinstitutioner specifikt, ikke underminerede tilblivelsen af individets autonome selv. Nietzsche påbegyndte derfor en ”omvurdering af værdierne” for at muliggøre uddannelsen af autonome og kreative individer, der var uddannet og udviklet til at kunne bekræfte livet.

## Baggrund
Nietzsche mener, at der er nogle overordnede problemer i det tyske uddannelsessystem og i den europæisk kultur. Det er henholdsvis:

### Det tyske problem
De følgende tre punkter er de overordnede problemer, som Nietzsche gør os opmærksom på ved det tyske uddannelsessystem i hans samtid:

#### 1. Hyperspecialisering
Nietzsche kritiserer hyperspecialisering, der indebærer at arbejdet opdeles i flere specialiserede funktioner. Hvor en enkelt person tidligere udførte flere eller alle funktioner, er de nu spredt på flere enkeltpersoner med specialiserede separate opgaver. Målet er at skabe en øget ekspertise (om enkeltopgaven) og effektivitet i udførelsen. Nietzsche mener, at det kultiverede individ ikke skal begrænses til sådanne snævre specialiseringer. Som fx vil betyde, at akademikeres opgaver og funktioner ikke vil være anderledes end en fabriksmedarbejder ved et samlebånd. Nietzsche finder genlyd for sin kritik i Adam Smith’s forudsigelse, der lyder:
| Citat | A scholar with a rarefied specialty is like a factory work who spends his entire life doing nothing but making a single screw, or handle for a given tool or machine | Citat |
|       | |       |

#### 2. Uddannelse i tjeneste for staten
Nietzsche mente , at studerende bliver gjort til et ”kommercielt produkt” for statens økonomiske mål samtidig med, at behovet for flere administrative bureaukrater tilfredsstilles. Dette ses bl.a. ved optag af studerende på universiteterne mellem 1860-80, hvor antallet er mere end fordobledes fra ca. 13.000 til 30.000. Nietzsche mente, at denne udvidelse ikke var drevet af et autentisk mål for uddannelse, men det modernes samfunds behov for standardiserede ”råvarer”(snævre specialisering jf.- hyperspecialisering), som et resultat af slags masseproduktion. Staten fokuserer kun på effektivitet og minimering af omkostninger (elever skulle hurtig uddannes, så de fx kunne komme i arbejde og tjene penge – til staten).

#### 3. Kvalitet fremfor kvantitet
Nietzsche mente, at kvantitet og kvalitet nødvendigvis er i opposition til hinanden i forhold til uddannelse, og dermed at en ”kvantitets retning” vil medføre et fald i det faglige niveau på universiteterne. Fx er problemet med undervisning i klasselokale med mange studerende generelt, at nogen uundgåelig vil blive behandlet forkert, fordi læreren altid vil forsøge at behandle alle på samme måde. Derfor vil niveauet stabiliseres på den gennemsnitlige elevs færdighed. Nietzsche udtrykte bl.a. sin utilfredshed således:
| Citat | In great cities the schooling will always be at the best mediocre, for the same reason that in great kitchens the cooking will be at best mediocre | Citat |
|       | |       |

### Det europæiske problem
Nietzsche mente, at primært den jødisk-kristelig moral har påført et fremmedgørende syn på livets mest naturlige inklinationer, ved at upersonliggøre eller forvirre den menneskelige dømmekraft og subsidiere den med overnaturlige livsfjerne principper/idealer, såsom den kristelige gud, ideernes verden (Platon), tingen-i-sig-selv (Kant), abstrakte historiske processer (Hartmann) mfl.
Men med ”guds død” og det monoteistiske teistiske verdensbilledes forfald (herunder kristendommens tab af monopol på sandhed i Europa), er der opstået et tomrum af nihilisme – mangel på overordnet formål med tilværelsen (for mange mennesker). Allerede i Nietzsches samtid opstod der idealer, der forsøgte at udfylde tomrummet for disse tab. I forlængelse af disse tab, nihilismen, indførtes nye formål med tilværelsen; fx kommunisme og deres utopiske dialektiske historiesyn. Disse kaldte Nietzsche afguder(se litteraturliste: Eggers), og de genetablerer den ældre jødisk-kristelige moral blot under nye klæder (værdierne var grundlæggende ens). Problemet med disse afguder for Nietzsche, var generelt, at de underminerer livet.
Fx specificerer filosoffen Walter Kaufmann Nietzsches kritik af det kristelig liv efter døden. Et liv efter døden har historisk indrettet grundlaget for afskrivningen af dette liv. Forventningen om perfektion i en anden verden har fået mænd til at fordømme deres ufuldkommenhed i denne verden. I stedet for at stræbe efter at blive perfekt her og nu, eller forbedre sig her og nu, så stoler de på den fjerne fremtid: Et liv efter døden.

## Nietzsches uddannelsesfilosofi

### Kultur
For Nietzsche er hele formålet med vores uddannelsesinstitutioner at understøtte kultur – og ikke ”staten, økonomi, liberalt demokrati eller andre sociale interesser. Uddannelse og kultur ”går sammen”. Nietzsche ønsker det, man kan kalde en ”skole for livet”, der støtter en ”kultur for livet” – her blot betegnet ”kultur”. I denne kultur tjener uddannelse, ligeså vel som filosofi, det formål at forbedre livets ytring. En sådan kultur bekræfter livet, hvilket opnås igennem kreative handlinger. Med andre ord, er målet en kreativ kultur; og en kreativ kultur er en livsbekræftende kultur. Kreativitet oprinder fra kreative individer, der formår igennem en særlig selv-mestring, netop at bekræfte livet.

### Uddannelse
Det uddannelsessystem Nietzsche så for sig, skulle forhindre personer i at falde i eksklusiv retning og gøre dem til ”et enkelt instrument” i en arbejdsdeling. Individer skulle være mere selvstændige i at artikulere formålet med deres uddannelse, samt have mere livserfaring. De skulle være ”regerende”, langsigtede, undersøgende livets spil og være deltagere i det, her og nu, her og der. De skal ikke føle sig splittede, opbrydende eller dikteret til at tjene penge for staten. Den menneskelige autonomi og dømmekraft skal atter bero på den sande skaber– mennesket selv. Den skabende egenskab er det, som adskiller mennesket fra omverdenen fx dyr. Denne egenskab er netop evnen til at sætte værdi, som Nietzsche udtrykker det:
| Citat | No people could live without evaluating [. . .] 'Man,' that is: the evaluator. Evaluation is creation: hear it, you creative men! Valuating is itself the value and jewel of all valued things. Only through evaluation is there value: and without evaluation the nut of existence would be hollow. | Citat |
|       | |       |

Forudsætningen for de værdier, som vi sætter ,er vores indre liv – drifter, impulser, passioner, dvs. vores følelser. Det er vores følelser, hvorigennem vores ”livsvilje” ytrer sig. Ens evne til at føle en 
| Citat | desire to experience something himself and to feel evolving within him a coherent living complex of experience of his own | Citat |
|       | |       |

 er en nødvendig betingelse for at give livet et formål og dermed sætte værdi.

### Sublimering
Vores indre liv, drifter, passioner m.m. er i en stadig stadie af kaos: Vi vil gøre et nu og noget andet det næste øjeblik – og selv et stort antal af ting på samme tid. Vi tænker på én måde og lever på en anden måde; vi ønsker en ting og gør en anden. At bringe orden på dette virvar af følelser kræver en særlig form for selv-mestring. Selve processen i at give ens indre liv retning og formål og dermed sætte værdi, kalder Nietzsche for sublimering. Sublimering involverer en indre konflikt, som gennemgår en proces af selvovervindelse. Nietzsche udtrykker sig således:
| Citat | And life itself confided this secret to me: “behold” it said, “I am that which must always overcome itself". | Citat |
|       | |       |

Sublimering er således en disciplinering, formning og essentielt det at give vores drifter retning/formål. Det indebærer at fremme visse tilbøjelighed/drifter fremfor andre og på den måde at overvinde sig selv. Det kræver en psykologisk styrke og derfor evner individer noget forskelligt – der også viser vores individuelle særpræg. Det er en opløftende proces, hvor man ”løfter” sine drifter op på et ”højere kreativ stadie”. Nietzsche mener, at man bl.a. kan kanalisere ens seksuelle impulser over i åndelige kreative aktiviteter i stedet for, at de bliver forfulgt direkte. Fx kan en barbars lyst til udføre totur på vedkommendes fjende blive sublimeret over i en lyst til at overvinde sine rivaler i olympiske konkurrencer. Eller i mere åndelige og kunstneriske udfoldelser som hos antikkens tragediekunstnere.

### Pædagogik
At bekræfte livet beror på denne sublimeringsproces, hvor man overvinder sig selv/sine indre drifter, og derved skaber sig selv så at sige en ny ”natur”. Underviserens rolle for Nietzsche bliver derfor at engagere elevens selv-overvindende kapacitet ved at stille eleven svære og udfordrende opgaver. Pædagogik tager ikke form af en forskrift som ”du skal”.
I stedet fremlægges alternative hypoteser - en metode der ifølge Nietzsche stammer fra Epikur. Her efterlades eleven med sit eget valg. Denne pædagogik er også udtalt i Nietzsches egen litterære stil form, det fremgår fx i følgende citat:
| Citat | “No one can construct for you the bridge upon which precisely you must cross the stream of life, no one but you yourself alone. There are, to be sure, countless path and bridges and demi-gods which would bear you through this stream; but only at the cost of yourself: you would put yourself in pawn and lose yourself. There exist in the world a single path along which no one can go except you: whither does it lead? Do not ask, go along it.” | Citat |
|       | |       |

Nietzsches pædagogik tager derfor mere form af at være opfordrende end fordrende. Dette aspekt kan yderligere belyses gennem følgende citat: 
| Citat | living – is that not precisely wanting to be other than this nature?. | Citat |
|       |                                                                       |       |

 Livet påbyder en, en lyst til en ny natur, fordi det netop medfører en selvovervindende proces. Hvis man fordrer en ny natur, som man ikke ønsker at følge (fx en bestemt læresætning, man er uenig med), så siger man som udgangspunkt nej – nej til ”den natur” (læresætningen). Men livet kan kun bekræftes, hvis man selv siger ja – til en ”ny natur”. Derfor tager Nietzsches pædagogik også form af at være opfordrende, samt har et lang større fokus på individets egen autonomi i artikulationen af vedkommendes værdier.

### Dydsetik
Nietzsche ender dog med at udforme en form for etisk skema – idet han netop giver forrang til livet (som udtryk for viljen til magt). Hvor livets vitalitet er forudsætningen for at skabe og sætte værdi. Det etiske skema består i en form for dydsetik, hvor visse karaktertræk udtrykker en mere ”dydige”(er udtryk for viljen til magt/livsbekræftende vilje) form for livsførelse, mens andre ses som laster, der udtrykker en forvrænget livsvilje (en forvrænget vilje til magt). Se også Christine Swantons bog ”The Virtue Ethics of Hume and Nietzsche” og Jacob Golomb artikel ”Can One Really Become a "Free Spirit Par Excellence or an Übermensch?” for yderligere uddybning.

## Perspektivering
Der er skrevet meget om Nietzsches uddannelses filosofi. Den er blevet fortolket både som en radikal individualisme, en elitistisk politisk perfektionisme, en demokratisk pædagogik mfl. Der er ikke én læsning af Nietzsches uddannelsesfilosofi.
Nietzsches opfordrende pædagogik minder meget om filosoffen Søren Kierkegaards litterære anvendelse af pseudonymer i hans værker. Hvor forståelsen af hans værker efterlades til ”hiin Enkelte”, og således efterlader Nietzsche også læseren/elevens forståelse til ”hiin enkelte.”